# Menczel Gábor
Menczel Gábor (Budapest, 1971. június 24. –) magyar billentyűs, zeneszerző, számítástechnikai szakember.
A Bonanza Banzai nevű zenekar billentyűs zenésze volt 1988 és 1994 között.

## Pályája
Tizenéves korában édesapja, Menczel Iván olimpiai bajnok labdarúgó hatására kapus poszton ifjúsági válogatott kerettag is volt. Később magánúton zongorázni tanult, miközben Holló Józseftől (R-GO) sajátította el a hangszerelés és stúdiótechnika fortélyait. Zenei érdeklődését – többek között a Depeche Mode hatására – az elektronikus, szintipop és Techno-wave zenei irányzatok keltették fel. Holló József irányította Fábián Tiborhoz (a Bonanza későbbi menedzseréhez), aki a Csillag Születik tehetségkutató versenyen feltűnt, de ekkorra már feloszlott, "Ede és a Bonanza Banzai" nevű formáció egyik tagjához, Kovács Ákoshoz küldte őt. A kapcsolatfelvétel szerencsésen alakult, és mivel közben Ákos kibékült korábbi zenésztársával, Hauber Zsolttal is, pár hétre rá hárman megalakították a később már országosan is sikeressé vált Bonanza Banzai együttest.
A zenekar első próbája a végleges hármas felállásban, 1988. május 28-án, Menczel Gábor lakásán volt.
A Bonanza Banzai az elkövetkező évek egyik legsikeresebb zenekara lett, több komoly szakmai és közönségdíjat is nyertek. Hazánk egyik utolsó kultzenekara volt. Menczel Gábort 1992-ben az év billentyűsévé választották.

## A Bonanza Banzai után
1993-tól szép lassan felhagyott a zenéléssel, már az utolsó Bonanza albumon sem segédkezett, mert ekkor már saját, számítástechnikai cégének felfuttatásán dolgozott. Sokáig kereskedőként, illetve szoftverfejlesztőként tevékenykedett. 1996-ban létrehozott egy zenei stúdiót, melyben többek között az akkoriban startolt Frei Dosszié című műsor zenéje, számos könnyűzenei produkció, valamit reklámzenék is készültek több hazai rádió és televízió megbízásából. Jelenleg szoftverfejlesztéssel foglalkozik, de internetes vállalkozásokban is érdekelt. Szabadidejében főként természettudományokkal – elsősorban amatőrcsillagászattal –, illetve számítástechnikával foglalkozik.
Ákos elmondásából tudjuk, hogy 2018-ban meghívta Gábort az Ákos 50 koncertre és azóta újra barátkoztak. 2021-ben meg is lett az eredménye: a Fel a szívekkel kislemezen két remixet készített, míg Az utolsó békeéven már a Több nem is kell című számnak az eredeti zenéjét is ő írta.

## Magánélete
Még a bonanzás évek alatt ismerkedett meg feleségével, a házasságukból egy fia született, a neve Dominik (2000). 2014-ben elvált.

## Főbb slágerei
Kihalt minden, Nem ér semmit a dal, 101-es szoba, Vidám dal, Colours, Nem érdekel, Szerelemisten, Symphonica

## Diszkográfia
- 1989/ Bonanza Banzai – Induljon a banzáj! (aranylemez)
- 1990/ Bonanza Banzai – A jel
- 1990/ Bonanza Banzai – The compilation
- 1991/ Bonanza Banzai – 1984
- 1991/ Bonanza Banzai – A pillanat emlékműve (aranylemez)
- 1992/ Bonanza Banzai – Bonanza Live Banzai (aranylemez)
- 1992/ Bonanza Banzai – Elmondatott (aranylemez)
- 1993/ Bonanza Banzai – Régi és új
- 1994/ Bonanza Banzai – Jóslat (aranylemez)
- 1994/ Bonanza feat. Bonna Ross – Positive Thinking
- 1995/ Bonanza Banzai – Búcsúkoncert
- 2021/ Ákos – Fel a szívekkel
- 2021/ Ákos – Az utolsó békeév